# Origin (software)
Origin (voorheen EA Store en EA Download Manager) is een softwaredistributieplatform, gemaakt door Electronic Arts.
Origin moest de concurrentie aangaan met Steam en Uplay. Het was beschikbaar voor Windows en sinds februari 2013 ook voor macOS. De eerste versie van Origin kwam uit op 3 juni 2011. Versie 8.6 was de eerste stabiele versie en kwam uit in mei 2012.
Origin had in 2013 wereldwijd meer dan 50 miljoen gebruikers. EA Play werd in 2022 de opvolger van Origin.

## Mogelijkheden
- Via Origin kunnen na betaling computerspellen, gratis demo's en proefversies gedownload worden. Volledige spellen worden soms ook gratis aangeboden.
- Spellen van EA die in winkels gekocht zijn, kunnen geregistreerd worden via Origin. Spelers hebben dan beschikking tot het spel zonder de schijf te gebruiken.
- Tijdens het spelen van een spel kan met behulp van Origin een webbrowser opgestart worden. Het spel kan ondertussen blijven draaien en hoeft niet te worden afgesloten.
- Spelers kunnen hun spel tijdens het spelen opnemen en uitzenden via Twitch.
- Iedere Origin-gebruiker heeft een eigen profiel waar onder andere op te zien is welke spellen hij of zij op Origin heeft geregistreerd.
- Op Origin kunnen gebruikers vrienden toevoegen en tijdens het spelen van een spel met hun chatten. Voicechat door middel van een microfoon is ook mogelijk.

## Origin Access
Sinds 27 januari 2016 is de abonnementsdienst Origin Access beschikbaar in Nederland en België. Leden van deze dienst krijgen 10% korting op alle computerspellen, downloadbare inhoud (DLC) en game-punten die op Origin beschikbaar zijn. Verder heeft men als lid toegang tot de Vault waar spellen gratis gespeeld kunnen worden, zolang de gebruiker lid is van Origin Access.
Tevens er ook een Play First-optie waarbij leden een paar dagen voor release de volledige game een aantal uur kunnen spelen totdat de game door de gebruiker wordt gekocht of de game wordt toegevoegd aan de Vault.
Sins 30 Juli 2018 zijn er 2 versies beschikbaar Basic & Premier. Het belangrijkste verschil tussen de 2 versies is hoe snel de games aan de Vault worden toegevoegd: bij Premier-versie worden de games direct bij release aan de Vault toegevoegd terwijl dit bij de Basic-versie dit pas na een paar maanden gebeurd. Bij sommige games is eventuele DLC ook eerder en/of gratis beschikbaar voor de Premier-leden.
EA biedt deze abonnementsdienst ook op de Playstation 4 & Xbox One aan onder de naam EA Access.